# Fabrizio Verallo
Fabrizio Verallo, auch Fabrizio Varallo oder Fabrizio Veralli (* um 1565 in Rom; † 17. November 1624 ebenda) war ein italienischer Kardinal und römisch-katholischer Bischof.

## Leben

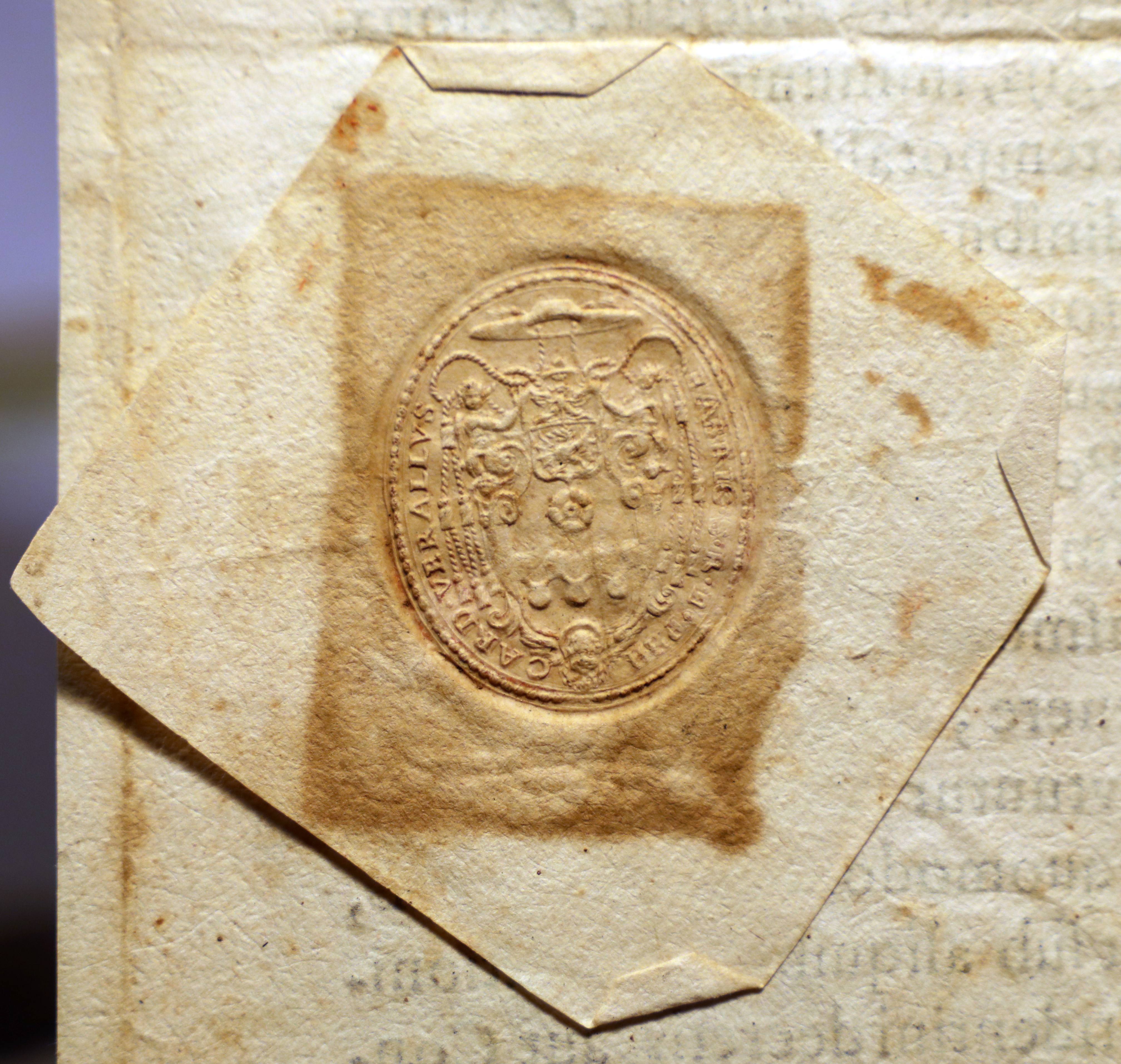
Siegel des Kardinals Fabrizio Veralo auf eine Bulle Papst Gregors XV.

Er war ein Neffe von Kardinal Girolamo Verallo und verwandt mit Papst Urban VII. An der Universität Perugia erlangte er einen Doktorgrad. Am 15. März 1590 wurde er zum Kanoniker der Vatikanbasilika bestellt. Unter dem Pontifikat Papst Clemens’ VIII. war er von 1600 bis 1605 Inquisitor in Malta. Danach wurde er Referendar an den Gerichtshöfen der Apostolischen Signatur.
Am 5. Mai 1606 wurde Fabrizio Verallo zum Bischof von San Severo erwählt. Die Bischofsweihe spendete ihm am 28. Mai desselben Jahres in der römischen Kirche Santa Cecilia Kardinal Roberto Bellarmino SJ; Mitkonsekratoren waren Camillo Sozombene, Bischof von Pula, und Camillo Beccio, Bischof von Acqui. Vom 10. Juni 1606 bis zum 24. Juni 1608 war Fabrizio Verallo Apostolischer Nuntius in der Schweiz.
Papst Paul V. erhob ihn im Konsistorium vom 24. November 1608 zum Kardinalpriester. Den roten Hut und Sant’Agostino als Titelkirche erhielt Fabrizio Verallo am 10. Dezember desselben Jahres. Auf den Bischofsstuhl von San Severo verzichtete er vor dem 23. Mai 1615. Fabrizio Verallo war Teilnehmer am Konklave 1621, das Papst Gregor XV. wählte. Auch am Konklave 1628, das Urban VIII. als Papst wählte, nahm Kardinal Verallo teil. Er wurde zudem Kommendatarabt von Sant’Agnese fuori le mura.
Fabrizio Verallo starb im Alter von 54 oder von 58 Jahren in Rom und wurde in seiner Titelkirche Sant’Agostino beigesetzt.